# ZERO (RIZEの曲)
「ZERO」（ゼロ）は、2009年10月28日に発売されたRIZEの15枚目のシングル。

## 概要
- 前作から1年7ヶ月ぶりとなるシングル。コカ・コーラ ゼロ・「ワイルドボクササイズ篇」のCMソングとして起用され、このCMに出演している中田英寿がこの曲のPVにも出演している。このPVは初回限定盤にenhancedCDとして収録されている。
- タイトルのZEROは、原点に戻るという意味が込められている。
- CDパッケージの表部分とCDの盤面に砂嵐のように描かれた粒粒は、「0の集合体」となっており、パッケージとCDをある向きに重ね合わせると、「RIZE ZERO」の文字が浮かび上がるというユニークな仕掛けになっている。「イラストや写真を使用した従来のCDジャケットに比べて、楽曲のイメージが広がるということから、パッケ−ジ購入者だけが体験出来るサプライズとしてこのような仕様にした。」と本人達は語っている。
- CDにはブックレットも歌詞も付いていないが、RIZEのオフィシャルサイトにて歌詞が公開された。
- 2010年の鈴鹿8耐のデーマソング。そして、2011年にはRemix版がテーマソングとして使われている。

## 収録曲
1. ZERO (4:17)
  - 作詞：JESSE / 作曲・編曲：RIZE
2. heiwa [SPREAD THE BUTTER mix:] (3:31)
  - 作詞：JESSE / 作曲・編曲：RIZE

## 収録アルバム
- EXPERIENCE (2010年6月23日)
- FET BEST (2013年6月26日、ベスト・アルバム)

## 関連サイト
- RIZE - ZERO (Universal Music Japan)